# South Bend
South Bend er administrationsby i St. Joseph County i Indiana, USA. Byen ligger ved floden St. Joseph River tæt ved flodens sydligste punkt, hvilket har givet byen dens navn (South Bend betyder "sydlige bøjning eller bue"). Ved folketællingen i 2020 havde byen 103.453 indbyggere, og det er den fjerdestørste by i Indiana. Det samlede storbyområde "South Bend–Mishawaka metropolitan area" havde 324.501 indbyggere i 2020. Byen ligger lige syd for Indianas grænse til Michigan. 
Området blev bosat i begyndelsen af det 19. århundrede af pelshandlere og blev fik af by i 1865. St. Joseph-floden prægede South Bends økonomi op gennem midten af det 20. århundrede. Adgangen til floden hjalp den tunge industrielle udvikling, som f.eks. Studebaker Corporation, Oliver Chilled Plow Company og andre store virksomheder.
Indbyggertallet i South Bend faldt efter 1960, hvor det toppede med 132.445 indbyggere. Dette skyldtes hovedsagelig migration til forstæderne samt nedgangen for Studebaker og andre tunge industrier. I dag er de største industrier i South Bend sundhedspleje, uddannelse, små virksomheder og turisme. Blandt de resterende store virksomheder i området er Crowe, Honeywell og AM General. Byens økonomi og kultur er påvirket af det nærliggende University of Notre Dame.
I 2010'erne begyndte byens befolkningstal at stige for første gang i næsten 50 år. Den gamle Studebaker-fabrik og det omkringliggende område, der nu kaldes Ignition Park, er ved at blive ombygget til et teknologicenter for at tiltrække ny industri.
Byen blev omtalt i forbindelse med den tidligere borgmester Pete Buttigieg, der var kandidat ved det demokratiske partis primærvalg forud for præsidentvalget i 2020 og nuværende transportminister i Bidens regering.